# 羅伯特·R·李維頓
羅伯特·R·李維頓（英語：Robert R. Livingston，1746年11月27日—1813年2月26日），大陸會議代表，美國第1任外交部部長（1781年—1783年，後改為國務卿）及法官。